# Liste des cultivars de tulipe

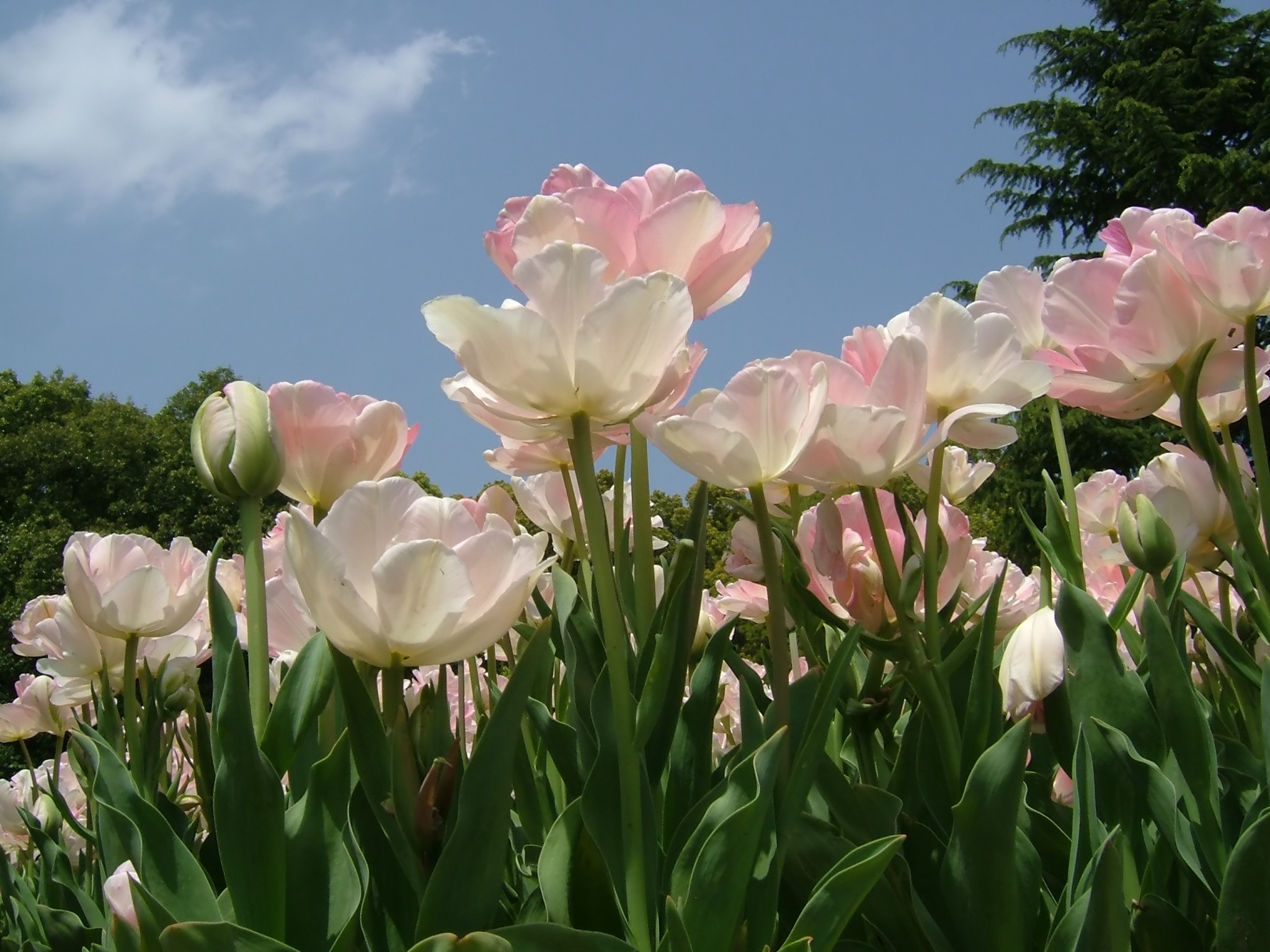
Tulipa 'Angelique'

Cette liste comprend des cultivars de tulipe, et ne doit pas être confondu avec la liste des espèces de tulipe.
Les cultivars de Tulipa se comptent par milliers, ce sont des hybrides d'au moins deux espèces, selon le Code international pour la nomenclature des plantes cultivées.

## Liste

### A

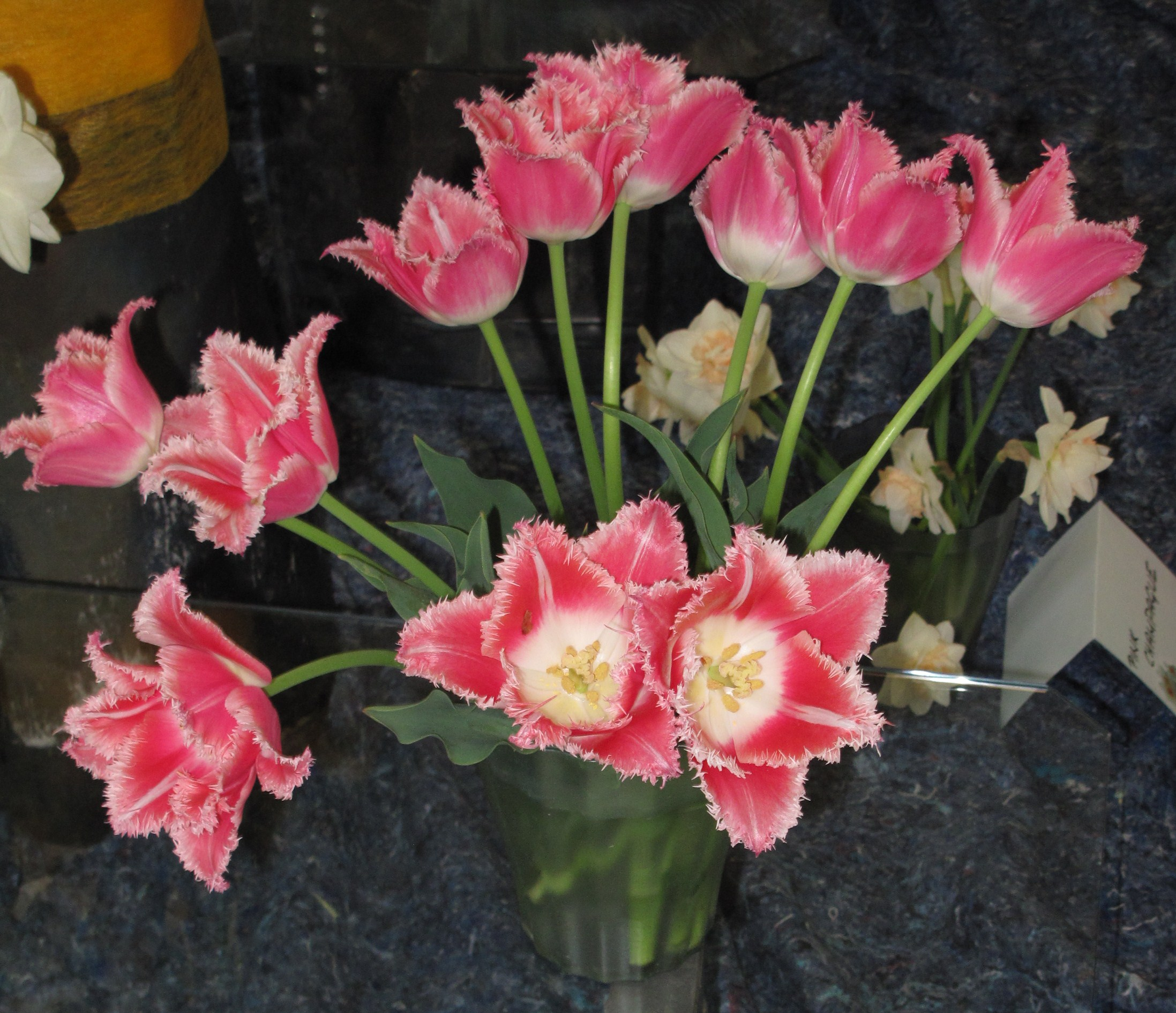
Tulipa 'Bell Song'

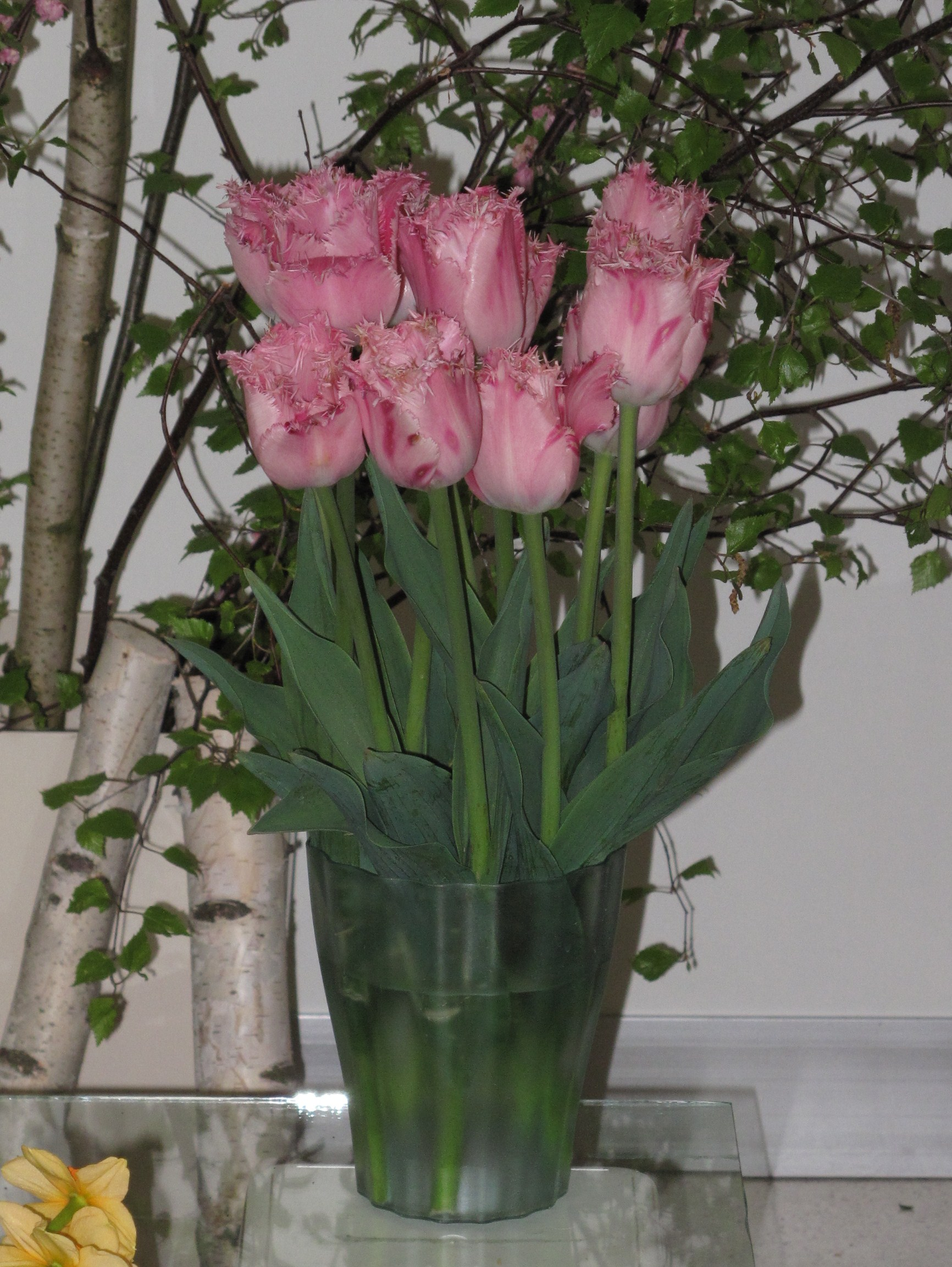
Tulipa 'Santander'

- Tulipa 'Bell Song'Abra
- Aby Hassan
- Ad Rem
- Addis
- African Queen
- Akela
- Alabaster
- Aladdin
- Albino
- Aleppo
- Alfred Cortot
- Ali Baba
- Alice Leclercq
- Allegretto
- Amulet
- Ancilla
- Angelique
- Anna Jose
- Anne Claire
- Annie Schilder
- Apeldoorn
- Apeldoorn's Elite
- Tulipa 'Santander'Apricot Beauty
- Apricot Parrot
- Arabian Mystery
- Arie Hoeck
- Aristocrat
- Arlington
- Arma
- Artist
- Athleet
- Atlantis
- Attila
- Aureola